# Diadelia vicina
Diadelia vicina är en skalbaggsart som beskrevs av Stefan von Breuning 1961. Diadelia vicina ingår i släktet Diadelia och familjen långhorningar.
Artens utbredningsområde är Madagaskar. Inga underarter finns listade i Catalogue of Life.